# Lábatlan vasútállomás
Lábatlan vasútállomás egy Komárom-Esztergom vármegyei vasútállomás, Lábatlan városában, a MÁV üzemeltetésében. A lakott terület északkeleti részén helyezkedik el, a 10-es főút északi oldalán.

## Vasútvonalak
Az állomást az alábbi vasútvonalak érintik:
- Esztergom–Almásfüzitő-vasútvonal

## Kapcsolódó állomások
A vasútállomáshoz az alábbi állomások vannak a legközelebb:
- Eternitgyár megállóhely (Esztergom–Almásfüzitő-vasútvonal)
- Piszke megállóhely (Esztergom–Almásfüzitő-vasútvonal)

## Forgalom
| Járat | Útvonal | Gyakoriság                         |
| ----- | --- | ---------------------------------- |
| S74   | Esztergom – Esztergom-Kertváros – Tokod – Tát – Nyergesújfalu – Nyergesújfalu felső – Eternitgyár – Lábatlan – Piszke – Süttő – Süttő felső – Várhegyalja – Neszmély – Dunaalmás – Almásfüzitő – Komárom | Munkanapokon 5 pár, hétvégén 1 pár |
| S74   | Esztergom – Esztergom-Kertváros – Tokod – Tát – Nyergesújfalu – Nyergesújfalu felső – Eternitgyár – Lábatlan – Piszke – Süttő – Süttő felső – Várhegyalja – Neszmély – Dunaalmás – Almásfüzitő           | Hétvégén 3 pár                     |
| S74   | Esztergom – Esztergom-Kertváros – Tokod – Tát – Nyergesújfalu – Nyergesújfalu felső – Eternitgyár – Lábatlan – Piszke – Süttő                                                                            | Munkanapokon 2 pár                 |
| S74   | Esztergom – Esztergom-Kertváros – Tokod – Tát – Nyergesújfalu – Nyergesújfalu felső – Eternitgyár – Lábatlan                                                                                             | Munkanapokon 1 pár                 |